# Spermophora luzonica
Spermophora luzonica là một loài nhện trong họ Pholcidae. Loài này được phát hiện ở Philippines.